# Országház utca
Az Országház utca Budapest I. kerületében, a Várnegyedben található, a Szentháromság teret köti össze a Kapisztrán térrel.
A középkorban az itt megtelepedett olaszokról Platea Italicorum (Olaszok utcája vagy Olasz utca) volt a neve. A törökök előbb a magyar elnevezését használták, majd Fürdő utcának hívták. Az 1696. évi Zaiger szerint Sütő utca volt a neve, 1790-ben, a budai Országházban tartott országgyűlés után kapta mai nevét.

## Jelentősebb épületei
2. szám: 6 ablakos lakóház, kapualjában 15. századi gótikus ülőfülkék vannak. Mindkét udvari szárnyában nyolcszögű gótikus pilléres árkádok vannak lesarkított, széles félkörű ívekkel. A Szentháromság tér felőli tűzfala egy a középkorban itt húzódott sikátorra nézett, benne az emeleten is több gótikus nyílás van. Emeletén szintén gótikus falfestmény került elő, amely a Budapesti Történeti Múzeumban látható. Udvara felől az emeleten klasszicista nyitott folyosó van oszlopokkal. Az épület 15. századi gótikus palotamaradványok felhasználásával épült a 18. század elején. 1758-ban Christen Xavér Ferenc, Buda város főorvosa vette meg és 1800 körül klasszicista stílusban átalakíttatta. A későbbi eklektikus homlokzatát 1963-ban leegyszerűsítették. A ház földszintjén étterem működik.
4. szám: Egyemeletes, hatablakos lakóház, amit régebbi falak felhasználásával Förderer Gáspár építtetett 1758-ban. 1783-ban Adlitzer Márton bővíttette és 1810-ben emeletesre, és mai klasszicista alakjára építtette át. 1824-től Rauschmann József órásmesteré volt. Kosáríves kapujának eredeti szárnyai vannak, kapualja fiókos dongával ill. csehsüveggel van boltozva. Klasszicista lépcsőházában dór oszlopok vannak.
5. szám: Egyemeletes, saroklakóház. Késő barokk stílusban épült 1790 táján, a budai copf építészet egyik legszebb darabja. Eredetileg két középkori házból egyesítették 1729-ben. 1788-ban Schwartzeysen Borbála révén férje, Mihalkó Márton örökölte. Földszintjét és emeletét összefüggő füzéres falpillérek tagolják, kőkeretes copf kapujában eredeti szárnyak vannak. Széles kapualjából barokk lépcsőház nyílik.
6. szám: Középkori részleteket tartalmazó, 1822-ben átépített és 1944-45-ben rommá lett lakóház. A régi kapualjat most kétemeletes, 1967-ben tervezett lakóház fogja közre, ugyanígy az emeletre vezető lépcsőkart és a pincelejáratot. Zeőke Gabriella tervezte.
7. szám: Emeletes, barokk, klasszicista homlokzatú lakóház, jelentős középkori részletekkel. Egyes források szerint a késő középkorban itt volt a budai pénzverde. A ház a 18. század elején épült fel az 1686-ban elpusztult eredeti ház maradványainak felhasználásával. Klasszicista homlokzatát 1830-ban kaphatta, amikor Walheim Nepomuk János volt a tulajdonosa. 1934-ben neobarokk modorban átépítették, majd 1957-ben Dragonits Tamás visszaállította klasszicista alakjára. Kapualjában balra félköríves gótikus ülőfülke van. A belső traktusban lévő két gótikus ülőfülke szintén félköríves. Klasszicista lépcsőháza van.
8. szám: Kétemeletes, késő barokk stílusban épült lakóház. Copf kapukeretében füzérdíszes eredeti szárnyak vannak. Mai alakját valószínűleg gróf Cziráky László birtokában kapta.
9. szám: Egyemeletes, ma semleges stílusú lakóház. Kapukerete gótikus, kapualjában számos középkori ülőfülke van, liliomos záródású, lóhere alakú mérművekkel. Földszinti helységeiben középkori falmaradványok láthatóak, emeletén lesarkított gótikus ajtó és boltozott helyiségek vannak. A 18. század első negyedében épülhetett, jelentős középkori, 14. századi maradványok felhasználásával.
10. szám: Egyemeletes, késő barokk lakóház. Kő kapukeretének oromzatában Mócsy Károly kirurgus címerével, aki 1802-ben lett nemes. Triglifes főpárkánya van, emeleti ablakain copf díszítéssel. Csehsüveg boltozatos kapualjától balra gótikus helyiség, benne vendéglő. Udvarán 18. századi folyosórács, lépcsőházában preromantikus vasrács látható C.M. monogrammal. Mócsy 1781-ben vette meg a házat.
11. szám: Egyemeletes, kora klasszicista stílusú lakóház. Kapualjától balra gótikus helyiség van. Északi tűzfalában szintén vannak középkori maradványok. Stedon József ács volt a tulajdonosa, amikor mai formáját megkapta 1819-ben.
13. szám: ún. Sztojakovits-ház. Egyemeletes lakóház, kettős lizénákkal. Kapualjában csúcsíves ajtókeret, udvari falában gótikus kettős kőgyám. Földszintjén jobbra 15. századi gótikus terem van két bordás keresztboltozattal, a két világháború között lengyel követség, ma pedig ebben működik a Fővárosi Szabó Ervin Könyvtár fiókja. A középkori belső térben balról barokk, csehsüveges boltozatú terem van az 1770 körüli időkből, stukkóval.
14. szám: Kétmeletes saroklakóház, klasszicista homlokzatát 1847-ben kapta, amikor Tenczer (Lejthényi) Károly, a Baudirectio tisztviselője vette meg. Előzőleg Ferenczy István szobrász tulajdona volt 1846-ig, aki a Csík örökösöktől 12 ezer váltó forintért vette meg 1834-ben, és a hátsó részre emeletet építtetett. A hajdan földszintes romos ház 1760-ban Csík Mátyás tulajdona volt. A homlokzaton Ferenczy-emléktábla van, Sidló Ferenc műve.
15. szám: Az Oeffner-Dragonits-ház
A ház 1498-ban Kömlödy Gergely tulajdona és Ambrus szűcs háza volt. Később Bebek Imre prépost kapta Ferdinánd királytól, aki mellé 1541-ben átállt. 1695-ben Krenzer Gábriel kandallókészítőé, 1784-ben Oeffner János főtisztviselő, tanácsosé, ő 1862-ben Pán József tervei alapján bővítette. 1912-ben Unger Gyula államnyomdai főtisztviselőé lett. 1935–38-ban Herquet Rezső és Kovács László terve szerint modernizáltatta Pejacsevich Mária Gabriella. Budapest 1944-1945-ös ostroma alatt az épület súlyosan megsérült. Újjáépítését 1957-ben a Vízműépítő Vállalat finanszírozta, ekkor homlokzatát Dragonits Tamás terve alapján leegyszerűsítették.
16. szám: Egyemeletes klasszicista saroklakóház, kapualja 18. századi dórfejes pillérekkel van tagolva. Dongaboltozott pincéi középkoriak, és részben a földszintje is az. 1760-ban Jálics Mátyás háza volt, romos állapotban. Mai alakját 1810 körül kapta.
17. szám: Földszintes barokk épület, kosáríves kapuval, rajta a sütőcéh jelvényeivel díszített zárókővel. Kapualja keresztboltozatos, tőle északra középkori helyiségek vannak. A ház alatt terjedelmes pince van, hevederes középkori boltozatokkal, alatta még egy pincével. Homlokzatán is gótikus ablak- és ajtókeret-maradványok, a nyílások fölött barokk stukkódíszek láthatóak. A ház 1700 körül Spiegel Bernát pékmesteré volt. Róla nevezték el az utcát az Országház megnyitásáig Sütő utcának. Jelenleg vendéglő működik benne.
18. szám: Egyemeletes, emeletén 1 eredeti, 2 rekonstruált gótikus ablakkal és 15. századi gótikus, kettős konzolokon nyugvó zárt erkéllyel. Szegmentíves gótikus kapukerete van, barokk szárnyakkal, mellette középkori ajtó felülvilágítóval, azaz szellőzővel. Kapualja is gótikus, benne gótikus ajtókkal. Földszintjén mindkét oldal felé középkori helyiségek vannak. A házat 1770-ben átalakították, majd a második világháborúban rommá lett. A 18. század első felében Stettner Sebestyén egyházi festő lakóháza volt.

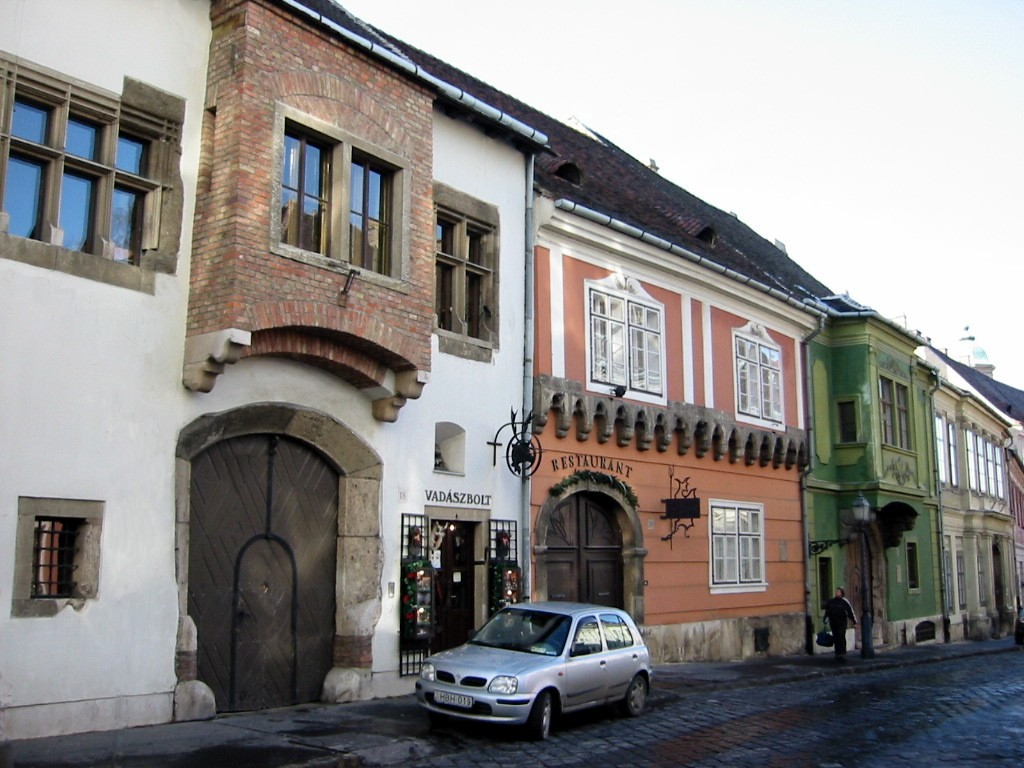
Országház utca 18. 20. 22.

20. szám: Emeletes lakóház, két barokk ikerablakkal, a földszint felett kettős konzolokra ívelt 14. századi lóhereívsoros vakárkád fut végig, mely az emeleti kissé előreugró homlokzatot tartja. A földszinti üzlethelyiségben gótikus keresztboltozat, kapualjában lóhereíves ülőfülkék vannak. A 14. század végén épült házat Nicki János mészárosmester tulajdonában barokk stílusúra alakították át. Ebből az időből való az emelet és a kosáríves  kapukeret, zárókövén az 1771-es évszámmal és J.N. monogrammal.
21. szám: Emeletes, kora barokk saroklakóház az 1720-as évekből. Sarkán római sírkődarab van befalazva. Az MTA vendégháza. A ház előtt Lendvay Márton, id. színésznek, a Nemzeti Színház mellől idehozott szobra áll, ami Dunaiszky László 1860-as alkotása.
22. szám: Emeletes, zárt erkélyű lakóház, barokk díszekkel. Szegmentíves kapukerete és kapualja gótikus stílusú. Középkori pincelejárata és helyiségei vannak. Mai alakját 1770-ben kapta.
23. szám: Emeletes, barokk lakóház az 1730-as évekből. Lesarkított kapukerete gótikus, barokk kapuszárnyakkal. Kapualja is gótikus. Homlokzatán jobbra a földszinten gótikus középosztású ablak van. Udvari manzárdtetős épülete 1816-ban épült Orlics Ferenc lakatos részére.
24. szám: Emeletes lakóház. Pincéjében föld alatti folyosó van, északi tűzfala középkori. A 26-os szám udvara felé eső kétemeletes középkori armírozott sarka talán egy lakótorony maradványa. Kapualjában gótikus ülőfülkék, az innen jobbra eső helyiségben középkori maradványok vannak. Az udvarában lévő copf vasrácsok 1785 körüli időkből származnak.
26. szám: ún. Kis-Országház, egyemeletes lakóház, kapualjában 14. századi ülőfülkékkel, a földszint mindkét oldalán két-két gótikus helyiség van.
28. szám: ún. régi budai Országház. Kétemeletes, 17 ablakos épület. Copf kapufa sarokkonzolos emeletén az egykori országgyűlési terem gazdag, de többször átalakított copf stílusú belső architektúrával. Az Úri utca 49. számú házzal egybeépülve a klarissza apácáké volt, és a 18. század második felében épült. Alig lett kész, amikor II. József a rendet feloszlatta, és ideköltözött Pozsonyból az országház és a kúria. Az erre a célra való átalakítást 1784-85-ben Franz Anton Hillebrandt vezette. Tőle való a késő barokk homlokzat és a díszterem, melyben 1790-ben, 1792-ben és 1807-ben országgyűlést tartottak, de táncmulatságok helyszíne is volt. Az utóbb hozzáépített 30-32. számú házban a II. világháború előtt a Belügyminisztérium működött. Jelenleg az MTA társadalomtudományi intézeteinek (Állam- és Jogtudományi Intézet, Művészettörténeti Kutatócsoport, Néprajzi Kutatócsoport) az otthona.